# Associazione Calcio Alcamo 1980-1981
Questa voce raccoglie le informazioni riguardanti l'Associazione Calcio Alcamo nelle competizioni ufficiali della stagione 1980-1981.

## Rosa
| N. |                   | Ruolo | Calciatore           |
| -- | ----------------- | ----- | -------------------- |
|    | Italia (bandiera) | D     | Giuseppe Alogna      |
|    | Italia (bandiera) | D     | Antonio Arcoleo      |
|    | Italia (bandiera) | D     | Sebastiano Artale    |
|    | Italia (bandiera) | C     | Michele Cassano      |
|    | Italia (bandiera) | C     | Riccardo Chico       |
|    | Italia (bandiera) | D     | Angelo Cracchiolo    |
|    | Italia (bandiera) | A     | Giuseppe Di Giorgio  |
|    | Italia (bandiera) | D     | Giovanni Famiglietti |
|    | Italia (bandiera) | C     | Leonardo Giacalone   |
|    | Italia (bandiera) |       | Giliberti            |

| N. |                   | Ruolo | Calciatore          |
| -- | ----------------- | ----- | ------------------- |
|    | Italia (bandiera) | A     | Antonino Indelicato |
|    | Italia (bandiera) | P     | Giuseppe Lo Bello   |
|    | Italia (bandiera) | C     | Giovanni Pecoraro   |
|    | Italia (bandiera) | P     | Leonardo Pellegrino |
|    | Italia (bandiera) | D     | Felice Pipitone     |
|    | Italia (bandiera) | A     | Nicola Pontrelli    |
|    | Italia (bandiera) | A     | Angelo Rotondo      |
|    | Italia (bandiera) | C     | Franco Ruccione     |
|    | Italia (bandiera) | A     | Gaspare Umile       |